# 克拉球蛛
克拉球蛛（学名：Theridion karamayensis）为球蛛科球蛛属的动物。在中国大陆，分布于新疆等地，多见于果园草丛中。该物种的模式产地在新疆克拉玛依。